# Lista de capítulos de Basilisk
O mangá Basilisk escrito e ilustrado por Masaki Segawa, foi publicado pela editora Kodansha na revista Young Magazine Uppers. O primeiro capítulo de Basilisk foi publicado em fevereiro de 2003 e a publicação se encerrou em julho de 2004 no capítulo 34, contando com 5 Volumes. Nesta página, os capítulos estão listados por volume, com seus respectivos títulos originais (títulos originais na coluna secundária, os volumes de Basilisk não são titulados).
No Brasil, foi licenciado pela editora Panini e foi publicado entre junho de 2011 e abril de 2012.

## Volumes
| - 1. Dez Contra Dez - 2. Nove Contra Nove - 3. Nove Contra Nove - Parte 2 - 4. Nove Contra Nove - Parte 3 - 5. Sete Contra Nove - 6. Sete Contra Nove - Parte 2 | - 1. 十対十 (Jū Tai Jū) - 2. 九対九 (Kyū Tai Kyū) - 3. 九対九 その二 (Kyū Tai Kyū - Sono Ni) - 4. 九対九 その三 (Kyū Tai Kyū - Sono San) - 5. 七対九 (Nana Tai Kyū) - 6. 七対九 その二 (Nana Tai Kyū - Sono Ni) |

| - 7. Seis Contra Nove - 8. Seis Contra Nove - Parte 2 - 9. Seis Contra Nove - Parte 3 - 10. Seis Contra Oito - 11. Seis Contra Sete - 12. Cinco Contra Sete - 13. Cinco Contra Sete - Parte 2 | - 7. 六対九 (Roku Tai Kyū) - 8. 六対九 その二 (Roku Tai Kyū - Sono Ni) - 9. 六対九 その三 (Roku Tai Kyū - Sono San) - 10. 六対八 (Roku Tai Hachi) - 11. 六対七 (Roku Tai Nana) - 12. 五対七 (Go Tai Nana) - 13. 五対七 その二 (Go Tai Nana - Sono Ni) |

| - 14. Cinco Contra Sete - Parte 3 - 15. Cinco Contra Sete - Parte 4 - 16. Cinco Contra Seis - 17. Cinco Contra Seis - Parte 2 - 18. Cinco Contra Cinco - 19. Cinco Contra Cinco - Parte 2 - 20. Cinco Contra Cinco - Parte 3 | - 14. 五対七 その三 (Go Tai Nana - Sono San) - 15. 五対七 その四 (Go Tai Nana - Sono Yon) - 16. 五対六 (Go Tai Roku) - 17. 五対六 その二 (Go Tai Roku - Sono Ni) - 18. 五対五 (Go Tai Go) - 19. 五対五 その二 (Go Tai Go - Sono Ni) - 20. 五対五 その三 (Go Tai Go - Sono San) |

| - 21. Vinte - 22. Quatro Contra Quatro - 23. Quatro Contra Quatro - Parte 2 - 24. Três Contra Quatro - 25. Três Contra Três - 26. Três Contra Três - Parte 2 | - 21. 二十 (Ni-jū) - 22. 四対四 (Yon Tai Yon) - 23. 四対四 その二 (Yon Tai Yon - Sono Ni) - 24. 三対四 (San Tai Yon) - 25. 三対三 (San Tai San) - 26. 三対三 その二 (San Tai San - Sono Ni) |

| - 27. Três Contra Três - Parte 3 - 28. Três Contra Três - Parte 4 - 29. Três Contra Dois - 30. Dois Contra Dois - 31. Dois Contra Dois - Parte 2 - 32. Dois Contra Dois - Parte 3 - 33. Um Contra Dois - 34. Um Contra Um | - 27. 三対三 その三 (San Tai San - Sono San) - 28. 三対三 その四 (San Tai San - Sono Yon) - 29. 三対二 (San Tai Ni) - 30. 二対二 (Ni Tai Ni) - 31. 二対二 その二 (Ni Tai Ni - Sono Ni) - 32. 二対二 その三 (Ni Tai Ni - Sono San) - 33. 一対二 (Ichi Tai Ni) - 34. 一対一 (Ichi Tai Ichi) |